# My Army of Lovers
«My Army of Lovers» —en español: «Mi ejército de amantes»— es una canción de 1990 publicada por el grupo de música dance sueco Army of Lovers. La canción usa una pista musical similar a la de la canción «Barbie Goes Around the World», publicada por el grupo cuando actuaban bajo el nombre de Barbie.

## Antecedentes
«My Army of Lovers» fue escrita por Norell Oson Bard, Ola Håkansson, Alexander Bard, Anders Hansson y Peo Thyrén.

## Vídeo musical
El vídeo musical ganó el Grammis de 1990 al mejor videoclip.
- Datos: Q16918399